# Graisseçac
Graisseçac (en francès Graissessac) és un municipi occità del Llenguadoc situat al departament de l'Erau, a la regió d'Occitània.

## Demografia

Població 1962-2008